# Empis geneatis
Empis geneatis är en tvåvingeart som först beskrevs av Axel Leonard Melander 1902.  Empis geneatis ingår i släktet Empis och familjen dansflugor.
Artens utbredningsområde är Kalifornien. Inga underarter finns listade i Catalogue of Life.